# Добротвірське водосховище
Добротвірське водосховище — водосховище поблизу селища Добротвір Шептицького району Львівської області. Водосховище створене на річці Західний Буг. Його побудували у 1959 році. Наповнили у 1961 році.
Тип водосховища — руслове. Регулювання стоку — сезонне. Середня глибина — 2,13 м, максимальна — 4 м. Площа
 — 6,96 км². Об'єм — 14,65 млн м³; корисний об'єм — 12,4 млн м³. Довжина 13 км; найбільша ширина — 0,75 км.
Основним водокористувачем та водоспоживачем є Добротвірська ТЕС, яка використовує акваторію створеного водосховища для охолодження циркуляційної води та інших технологічних потреб.